# FA Cup 1884-1885
De FA Cup 1884-1885 was de 14de editie van de oudste bekercompetitie van de wereld, Engelse FA Cup. Deze bekercompetitie is een toernooi voor voetbalclubs. De FA Cup werd voor de tweede maal gewonnen door Blackburn Rovers, dat net als het jaar voordien het Schotse Queen's Park versloeg in de finale. Aan het toernooi zouden 114 teams deelnemen, veertien meer dan het vorig seizoen. Negen ploegen speelden echter nooit een wedstrijd.

## Voorrondes

### Eerste ronde
| Thuisclub               | Uitslag                          | Bezoekers               | Datum           |
| ----------------------- | -------------------------------- | ----------------------- | --------------- |
| Darwen                  | 11-0                             | Bradshaw                | 11 oktober 1884 |
| Dulwich                 | 3-2                              | Pilgrims                | 8 november 1884 |
| Grantham                | 1-1                              | Grimsby Town            | 25 oktober 1884 |
| Reading                 | 2-0                              | Rochester               | 8 november 1884 |
| Marlow                  | 10-1                             | Royal Engineers         | 8 november 1884 |
| Maidenhead              | 0-3                              | Old Wykehamists         | 8 november 1884 |
| Clapham Rovers          | 3-3                              | Hendon                  | 8 november 1884 |
| Queen's Park            | Walkover                         | Stoke                   |                 |
| Uxbridge                | 1-3                              | Hotspur                 | 8 november 1884 |
| Swifts                  | 3-0                              | Old Brightonians        | 8 november 1884 |
| Druids                  | 6-1                              | Liverpool Ramblers      | 8 november 1884 |
| Notts County            | 2-0                              | Notts Olympic           | 8 november 1884 |
| Old Foresters           | 8-0                              | Hoddesdon Town          | 1 november 1884 |
| Nottingham Forest       | 5-0                              | Rotherham Town          | 8 november 1884 |
| Romford                 | 3-2                              | Clapton                 | 1 november 1884 |
| Brentwood               | 2-0                              | Barnes                  | 8 november 1884 |
| Henley                  | Bye                              |                         |                 |
| West End                | 3-3                              | Upton Park              | 8 november 1884 |
| Blackburn Rovers        | 11-0                             | Rossendale              | 11 oktober 1884 |
| Hanover United          | 1-0                              | Reading Minster         | 8 november 1884 |
| Aston Villa             | 4-1                              | Wednesbury Town         | 1 november 1884 |
| Acton                   | 1-7                              | Old Carthusians         | 8 november 1884 |
| Blackburn Olympic       | 12-0                             | Oswardtwistle Rovers    | 11 oktober 1884 |
| Staveley                | 4-1                              | Notts Rangers           | 8 november 1884 |
| Sheffield Heeley        | 1-0                              | Notts Wanderers         | 8 november 1884 |
| Accrington              | 3-0 Accrington gediskwalificeerd | Southport Central       | 11 oktober 1884 |
| Lockwood Brothers       | 0-3                              | Sheffield               | 8 november 1884 |
| Darwen Ramblers         | 1-2                              | Fishwick Ramblers       | 1 november 1884 |
| Chatham                 | Walkover                         | Windsor Home Park       |                 |
| South Shore             | Walkover                         | Rawtenstall             |                 |
| Chesterfield Spital     | Bye                              |                         |                 |
| Aston Unity             | 0-5                              | Mitchell St George's    | 1 november 1884 |
| Macclesfield Town       | 9-0                              | Hartford St John's      | 8 november 1884 |
| South Reading           | 4-1                              | Casuals                 | 8 november 1884 |
| Walsall Swifts          | 0-0                              | Stafford Road           | 8 november 1884 |
| Lower Darwen            | 4-1                              | Halliwell               | 11 oktober 1884 |
| Old Westminsters        | 6-0                              | Bournemouth Rovers      | 1 november 1884 |
| Redcar                  | 3-1                              | Sunderland              | 8 november 1884 |
| Wrexham Olympic         | 1-0                              | Goldenhill              | 18 oktober 1884 |
| Bolton Association      | Walkover                         | Astley Bridge           |                 |
| Hull Town               | 1-5                              | Lincoln City            | 1 november 1884 |
| Wolverhampton Wanderers | 0-0                              | Derby St Luke's         | 8 november 1884 |
| Derby Midland           | 1-2                              | Wednesbury Old Athletic | 8 november 1884 |
| Hurst                   | 2-3                              | Church                  | 18 oktober 1884 |
| Crewe Alexandra         | 2-1                              | Oswestry                | 8 november 1884 |
| Long Eaton Rangers      | 0-1                              | Sheffield Wednesday     | 8 november 1884 |
| Middlesbrough           | Walkover                         | Grimsby District        |                 |
| Clitheroe Low Moor      | Walkover                         | Blackburn Park Road     |                 |
| Birmingham Excelsior    | 2-0                              | Small Heath Alliance    | 8 november 1884 |
| Leek                    | 4-3                              | Northwich Victoria      | 8 november 1884 |
| Newark                  | 7-3                              | Spilsby                 | 8 november 1884 |
| Witton                  | Walkover                         | Clitheroe               |                 |
| Derby County            | 0-7                              | Walsall Town            | 8 november 1884 |
| Derby Junction          | 1-7                              | West Bromwich Albion    | 25 oktober 1884 |
| Newtown                 | Walkover                         | Stafford Rangers        |                 |
| Luton Wanderers         | 1-3                              | Old Etonians            | 8 november 1884 |
| Chirk                   | 4-2                              | Davenham                | 25 oktober 1884 |
| Higher Walton           | 1-1                              | Darwen Old Wanderers    | 11 oktober 1884 |

### Eerste ronde - Replays
| Thuisclub            | Uitslag  | Bezoekers               | Datum            |
| -------------------- | -------- | ----------------------- | ---------------- |
| Grimsby Town         | 1-0      | Grantham                | 8 november 1884  |
| Hendon               | 6-0      | Clapham Rovers          | 22 november 1884 |
| Upton Park           | Walkover | West End                |                  |
| Walsall Swifts       | 2-1      | Stafford Road           | 17 november 1884 |
| Derby St Luke's      | 4-2      | Wolverhampton Wanderers | 22 november 1884 |
| Darwen Old Wanderers | 4-1      | Higher Walton           | 8 november 1884  |

### Tweede ronde
| Thuisclub            | Uitslag | Bezoekers               | Datum            |
| -------------------- | ------- | ----------------------- | ---------------- |
| Sheffield            | 4-1     | Chesterfield Spital     | 6 december 1884  |
| Queen's Park         | 2-1     | Crewe Alexandra         | 6 december 1884  |
| Upton Park           | 3-1     | Reading                 | 6 december 1884  |
| Swifts               | 3-2     | South Reading           | 6 december 1884  |
| Nottingham Forest    | 4-1     | Sheffield Heeley        | 6 december 1884  |
| Romford              | 3-0     | Dulwich                 | 6 december 1884  |
| Brentwood            | 2-2     | Old Etonians            | 6 december 1884  |
| Blackburn Rovers     | 3-2     | Blackburn Olympic       | 6 december 1884  |
| Hanover United       | 2-1     | Old Foresters           | 29 november 1884 |
| Hotspur              | 1-2     | Old Wykehamists         | 6 december 1884  |
| Old Carthusians      | 5-3     | Marlow                  | 6 december 1884  |
| Sheffield Wednesday  | Bye     |                         |                  |
| Staveley             | 0-2     | Notts County            | 6 december 1884  |
| Mitchell St George's | 2-2     | Birmingham Excelsior    | 6 december 1884  |
| Chatham              | 1-0     | Hendon                  | 6 december 1884  |
| Grimsby Town         | 3-1     | Redcar                  | 6 december 1884  |
| Walsall Town         | 0-2     | Aston Villa             | 6 december 1884  |
| South Shore          | 2-3     | Church                  | 6 december 1884  |
| Macclesfield Town    | 1-5     | Leek                    | 6 december 1884  |
| Lower Darwen         | Bye     |                         |                  |
| Old Westminsters     | 7-0     | Henley                  | 6 december 1884  |
| Southport Central    | 3-1     | Clitheroe Low Moor      | 22 november 1884 |
| Middlesbrough        | 4-1     | Newark                  | 6 december 1884  |
| West Bromwich Albion | 4-2     | Wednesbury Old Athletic | 6 december 1884  |
| Witton               | Bye     |                         |                  |
| Derby St Luke's      | 0-1     | Walsall Swifts          | 6 december 1884  |
| Darwen Old Wanderers | 7-2     | Bolton Association      | 29 november 1884 |
| Fishwick Ramblers    | 0-2     | Darwen                  | 22 november 1884 |
| Newtown              | 1-1     | Druids                  | 20 december 1884 |
| Lincoln City         | Bye     |                         |                  |
| Chirk                | 4-1     | Wrexham Olympic         | 29 november 1884 |

### Tweede ronde - Replays
| Thuisclub            | Uitslag | Bezoekers            | Datum            |
| -------------------- | ------- | -------------------- | ---------------- |
| Old Etonians         | 6-1     | Brentwood            | 20 december 1884 |
| Mitchell St George's | 2-0     | Birmingham Excelsior | 20 december 1884 |
| Druids               | 6-0     | Newtown              | 27 december 1884 |

### Derde ronde
| Thuisclub            | Uitslag | Bezoekers            | Datum            |
| -------------------- | ------- | -------------------- | ---------------- |
| Darwen               | Bye     |                      |                  |
| Old Etonians         | Bye     |                      |                  |
| Swifts               | 1-1     | Old Westminsters     | 3 januari 1885   |
| Druids               | 4-1     | Chirk                | 10 januari 1885  |
| Old Wykehamists      | 2-1     | Upton Park           | 3 januari 1885   |
| Notts County         | 5-0     | Sheffield            | 3 januari 1885   |
| Romford              | Bye     |                      |                  |
| Blackburn Rovers     | 5-0     | Witton               | 22 december 1884 |
| Hanover United       | 0-2     | Chatham              | 3 januari 1885   |
| Aston Villa          | 0-0     | West Bromwich Albion | 3 januari 1885   |
| Old Carthusians      | Bye     |                      |                  |
| Sheffield Wednesday  | 1-2     | Nottingham Forest    | 3 januari 1885   |
| Mitchell St George's | 2-3     | Walsall Swifts       | 10 januari 1885  |
| Grimsby Town         | 1-0     | Lincoln City         | 3 januari 1885   |
| Church               | 10-0    | Southport Central    | 3 januari 1885   |
| Lower Darwen         | 4-2     | Darwen Old Wanderers | 20 december 1884 |
| Middlesbrough        | Bye     |                      |                  |
| Leek                 | 2-3     | Queen's Park         | 3 januari 1885   |

### Derde ronde - Replays
| Thuisclub            | Uitslag | Bezoekers        | Datum           |
| -------------------- | ------- | ---------------- | --------------- |
| Old Westminsters     | 2-2     | Swifts           | 14 januari 1885 |
| Swifts               | 2-1     | Old Westminsters | 21 januari 1885 |
| West Bromwich Albion | 3-0     | Aston Villa      | 10 januari 1885 |

### Vierde ronde
| Thuisclub            | Uitslag | Bezoekers         | Datum           |
| -------------------- | ------- | ----------------- | --------------- |
| Queen's Park         | 7-0     | Old Wykehamists   | 17 januari 1885 |
| Old Etonians         | 5-2     | Middlesbrough     | 24 januari 1885 |
| Swifts               | 0-1     | Nottingham Forest | 24 januari 1885 |
| Blackburn Rovers     | 8-0     | Romford           | 17 januari 1885 |
| Old Carthusians      | 3-0     | Grimsby Town      | 24 januari 1885 |
| Chatham              | 1-0     | Lower Darwen      | 24 januari 1885 |
| Church               | 3-0     | Darwen            | 17 januari 1885 |
| Walsall Swifts       | 1-4     | Notts County      | 24 januari 1885 |
| West Bromwich Albion | 1-0     | Druids            | 24 januari 1885 |

### Vijfde ronde
| Thuisclub            | Uitslag | Bezoekers       | Datum           |
| -------------------- | ------- | --------------- | --------------- |
| Queen's Park         | Bye     |                 |                 |
| Old Etonians         | Bye     |                 |                 |
| Notts County         | Bye     |                 |                 |
| Nottingham Forest    | Bye     |                 |                 |
| Blackburn Rovers     | Bye     |                 |                 |
| Chatham              | 0-3     | Old Carthusians | 7 februari 1885 |
| Church               | Bye     |                 |                 |
| West Bromwich Albion | Bye     |                 |                 |

### Zesde ronde
| Thuisclub            | Uitslag | Bezoekers         | Datum            |
| -------------------- | ------- | ----------------- | ---------------- |
| Old Etonians         | 0-2     | Nottingham Forest | 21 februari 1885 |
| Notts County         | 2-2     | Queen's Park      | 21 februari 1885 |
| Church               | 0-1     | Old Carthusians   | 14 februari 1885 |
| West Bromwich Albion | 0-2     | Blackburn Rovers  | 21 februari 1885 |

### Zesde ronde - Replay
| Thuisclub    | Uitslag | Bezoekers    | Datum            |
| ------------ | ------- | ------------ | ---------------- |
| Queen's Park | 2-1     | Notts County | 28 februari 1885 |

## Halve finale
| Thuisclub         | Uitslag | Bezoekers       | Datum         |
| ----------------- | ------- | --------------- | ------------- |
| Nottingham Forest | 1-1     | Queen's Park    | 14 maart 1885 |
| Blackburn Rovers  | 5-1     | Old Carthusians | 7 maart 1885  |

## Halve finale - Replay
| Thuisclub    | Uitslag | Bezoekers         | Datum         |
| ------------ | ------- | ----------------- | ------------- |
| Queen's Park | 3-0     | Nottingham Forest | 28 maart 1885 |

## Finale
| Thuisclub        | Uitslag | Bezoekers    | Datum        |
| ---------------- | ------- | ------------ | ------------ |
| Blackburn Rovers | 2-0     | Queen's Park | 4 april 1885 |